# Pantelimon Halippa
Pantelimon Halippa, né le 1er août 1883, Cubolta, en Moldavie alors russe et mort le 30 avril 1979 à Bucarest en Roumanie, est un pédagogue, journaliste, éditeur et homme politique moldave de Bessarabie. Il était membre de l'Académie roumaine.

## Biographie
Pantelimon Halippa fit des études supérieures de mathématiques et de physique à l'université de Tartu en Estonie. De 1908 à 1912, il fut professeur à l'université de Iași en Roumanie.
Pantelimon Halippa devint le troisième et dernier président du Conseil (Sfatul Țării) de la République démocratique moldave du 25 au 27 novembre 1918. Il succéda à Ion Inculeț et Constantin Stere. 

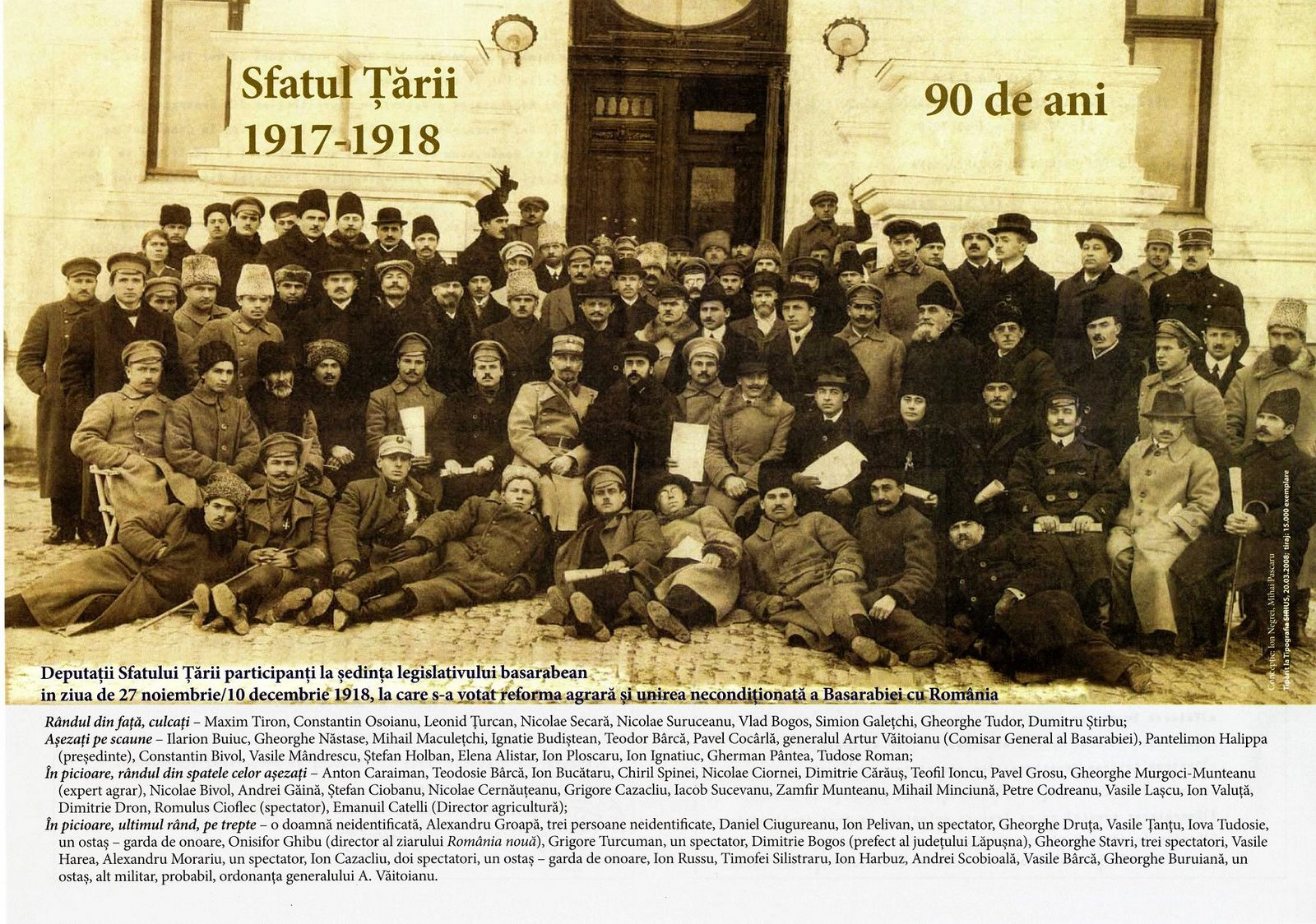
Le Palais Sfatul Țării le 10 décembre 1918 avec Gherman Pântea, Artur Văitoianu, Pantelimon Halippa, Elena Alistar, Daniel Ciugureanu.

Le 6 février 1918, le Sfatul Țării vota à l'unanimité l'indépendance de la République démocratique moldave. Le directoire du Conseil fut dissous et remplacé par un gouvernement et un Premier ministre, Daniel Ciugureanu.
Le 9 avril 1918, le Sfatul Țării vota l'union de la République démocratique moldave avec la Roumanie. 86 membres dont Pantelimon Halippa (soit les deux tiers) ont voté pour l'union, trois membres ont voté contre, 36 représentants se sont abstenus et 13 n'ont pas pris part au vote. Le lendemain, le roi Ferdinand Ier de Roumanie, publie à Iași en Roumanie, le décret-loi no 842, publiée dans "Monitorul Oficial" no 8, du 10 avril 1918, officialisant l'union de la Bessarabie avec le Royaume de Roumanie.
Durant l'entre-deux-guerres, Pantelimon Halippa occupa plusieurs postes ministériels en Roumanie :
- secrétaire d'État pour la Bessarabie (1919-1920) ;
- ministre des Travaux publics (1927) ;
- ministre des Travaux publics et des Communications (1930) ;
- ministre par intérim dans les ministères du Travail, la Santé et des Soins de sociale (1930) ;
- secrétaire d'État (1928-1930, 1932-1933) ;
- sénateur et membre du Parlement (1918-1934).

Pantelimon Halippa fut le fondateur de l'Université populaire de Chișinău (1917), ainsi que de la Société des écrivains et éditeurs de Bessarabie, du Conservatoire moldave de Bessarabie.  Il était également éditeur du journal Luceafărul (L'Étoile) de Chișinău (1940). En 1932, il a édité et dirigé le magazine Viața Basarabiei (La Vie de la Bessarabie).
Initié en 1923 dans la loge maçonnique Libertatea de Chișinău, il parvient en 1938 au 33e degré mais cette même année toutes les loges du pays sont « mises en sommeil » par le régime carliste en raison des menaces fascistes.
Pour avoir présidé le Sfatul Țării (« ramassis de traîtres à la patrie soviétique »), contribué à l'indépendance de la République démocratique moldave vis-à-vis de la Russie soviétique (« acte hostile au prolétariat et au peuple moldave »), été franc-maçon (« organisation cosmopolite bourgeoise, laquais du capitalisme ») et occupé des postes ministériels dans la Roumanie monarchique (« état impérialiste bourgeois latifundiaire »), Pantelimon Halippa fut arrêté en 1946 à Bucarest par les communistes qui venaient de prendre le pouvoir en Roumanie, détenu sans jugement et torturé au pénitencier de Sighet (en), livré en 1950 au NKVD soviétique, condamné à 25 ans de Goulag pour « trahison », détenu au camp de Zaporijjia, rendu en 1953 à la République populaire roumaine pour y être jugé, condamné comme « ennemi du peuple », détenu dans le pénitencier d'Aiud (en) et finalement libéré grâce à la déstalinisation, en 1957, sur les instances de Mihail Sadoveanu, après onze ans de détention.